# Breweria aquatica
Breweria aquatica là một loài thực vật có hoa trong họ Bìm bìm. Loài này được (Walter) A. Gray mô tả khoa học đầu tiên năm 1878.